# Antechinus godmani
Antechinus godmani är en pungdjursart som först beskrevs av Oldfield Thomas 1923. Antechinus godmani ingår i släktet pungspetsekorrar och familjen rovpungdjur. IUCN kategoriserar arten globalt som livskraftig. Inga underarter finns listade.
Artepitetet i det vetenskapliga namnet hedrar zoologen Frederick DuCane Godman. Hans änka finansierade den expedition där typexemplaret hittades med pengar som Godman efterlämnade.
Pungdjuret har ett mindre utbredningsområde på sydöstra Kap Yorkhalvön (Australien). Arten vistas i 650 till 1 650 meter höga bergstrakter. Habitatet utgörs främst av tropiska regnskogar.